# ROC ai XXIV Giochi olimpici invernali
Gli atleti di cittadinanza russa partecipanti ai XXIV Giochi olimpici invernali non rappresentarono formalmente il loro Paese, bensì il Comitato Olimpico Russo con la sigla ROC (in inglese Russian Olympic Committee), come già avvenuto a Tokyo 2020.
Tale soluzione fu conseguenza dell'esclusione quadriennale della Russia da qualsiasi competizione internazionale a partire dal 9 dicembre 2019 sancita dall'agenzia mondiale antidoping (WADA) dopo la scoperta di manovre governative russe per manipolare i test antidoping della propria agenzia nazionale su diversi atleti sottoposti a pratiche illecite.
Fin da subito WADA aveva permesso agli atleti russi non responsabili di doping la partecipazione a titolo individuale sotto la bandiera di atleti neutrali autorizzati, e il problema si pose a partire dalle olimpiadi di Tokyo.
Gli atleti russi furono autorizzati a partecipare a tale manifestazione, ancora, a titolo individuale, e sotto la bandiera del comitato olimpico russo; l'inno scelto per eventuali cerimonie di premiazione fu l'introduzione del Concerto per pianoforte e orchestra n. 1 di Čajkovskij.

## Medaglie
| Riepilogo quotidiano | Riepilogo quotidiano | Riepilogo quotidiano | Riepilogo quotidiano | Riepilogo quotidiano | Riepilogo quotidiano | Riepilogo quotidiano |
| -------------------- | -------------------- | -------------------- | -------------------- | -------------------- | -------------------- | -------------------- |
| Giorno               | Data                 |                      |                      |                      | Totale               |                      |
| 1º                   | 5                    | 0                    | 1                    | 1                    | 2                    |                      |
| 2º                   | 6                    | 1                    | 1                    | 1                    | 3                    |                      |
| 3º                   | 7                    | 1                    | 1                    | 0                    | 2                    |                      |
| 4º                   | 8                    | 0                    | 0                    | 3                    | 3                    |                      |
| 5º                   | 9                    | 0                    | 0                    | 1                    | 1                    |                      |
| 6º                   | 10                   | 0                    | 0                    | 0                    | 0                    |                      |
| 7º                   | 11                   | 0                    | 1                    | 0                    | 1                    |                      |
| 8º                   | 12                   | 1                    | 0                    | 0                    | 1                    |                      |
| 9º                   | 13                   | 1                    | 1                    | 2                    | 4                    |                      |
| 10º                  | 14                   | 0                    | 1                    | 0                    | 1                    |                      |
| 11º                  | 15                   | 0                    | 1                    | 1                    | 2                    |                      |
| 12º                  | 16                   | 0                    | 1                    | 3                    | 4                    |                      |
| 13º                  | 17                   | 1                    | 1                    | 0                    | 2                    |                      |
| 14º                  | 18                   | 0                    | 0                    | 1                    | 1                    |                      |
| 15º                  | 19                   | 1                    | 2                    | 1                    | 4                    |                      |
| 16º                  | 20                   | 0                    | 1                    | 0                    | 1                    |                      |
| Totale               | Totale               | 6                    | 11                   | 14                   | 31                   |                      |

### Medagliere per disciplina
| Sport                   | Oro | Argento | Bronzo | Totale |
| ----------------------- | --- | ------- | ------ | ------ |
| Sci di fondo            | 4   | 4       | 3      | 11     |
| Pattinaggio di figura   | 2   | 3       | 1      | 6      |
| Biathlon                | 0   | 1       | 3      | 4      |
| Pattinaggio di velocità | 0   | 1       | 1      | 2      |
| Short track             | 0   | 1       | 1      | 2      |
| Hockey su ghiaccio      | 0   | 1       | 0      | 1      |
| Salto con gli sci       | 0   | 1       | 0      | 1      |
| Freestyle               | 0   | 0       | 3      | 3      |
| Slittino                | 0   | 0       | 1      | 1      |
| Snowboard               | 0   | 0       | 1      | 1      |
| Totale                  | 6   | 12      | 14     | 32     |

### Medaglie d'oro
| Medaglia | Nome | Sport                 | Evento                          |
| -------- | --- | --------------------- | ------------------------------- |
| Oro      | Aleksandr Bol'šunov                                                                                       | Sci di fondo          | Skiathlon maschile              |
| Oro      | Aleksandr Galljamov Nikita Katsalapov Mark Kondratjuk Anastasija Mišina Victoria Sinitsina Kamila Valieva | Pattinaggio di figura | Gara a squadre                  |
| Oro      | Natal'ja Neprjaeva Tatiana Sorina Veronika Stepanova Julija Stupak                                        | Sci di fondo          | Staffetta femminile             |
| Oro      | Aleksandr Bol'šunov Aleksej Červotkin Denis Spitsov Sergey Ustiugov                                       | Sci di fondo          | Staffetta maschile              |
| Oro      | Anna Ščerbakova                                                                                           | Pattinaggio di figura | Pattinaggio di figura femminile |
| Oro      | Aleksandr Bol'šunov                                                                                       | Sci di fondo          | 50 km tecnica libera            |

### Medaglie d'argento
| Medaglia | Nome                                                               | Sport                   | Evento                          |
| -------- | ------------------------------------------------------------------ | ----------------------- | ------------------------------- |
| Argento  | Natal'ja Neprjaeva                                                 | Sci di fondo            | Skiathlon femminile             |
| Argento  | Denis Spitsov                                                      | Sci di fondo            | Skiathlon maschile              |
| Argento  | Irma Machinja Danil Sadreev Irina Avvakumova Evgenij Klimov        | Salto con gli sci       | Gara a squadre mista            |
| Argento  | Alexander Bolshunov                                                | Sci di fondo            | 15 km maschile                  |
| Argento  | Konstantin Ivliev                                                  | Short track             | 500 m maschile                  |
| Argento  | Nikita Katsalapov Victoria Sinitsina                               | Pattinaggio di figura   | Danza su ghiaccio               |
| Argento  | Daniil Aldoškin Sergej Trofimov Ruslan Zacharov                    | Pattinaggio di velocità | Inseguimento a squadre maschile |
| Argento  | Irina Kazakevič Svetlana Mironova Ul'jana Kajševa Kristina Rezcova | Biathlon                | Staffetta 4x6 km femminile      |
| Argento  | Aleksandra Trusova                                                 | Pattinaggio di figura   | Singolo femminile               |
| Argento  | Ivan Jakimuškin                                                    | Sci di fondo            | 50 km maschile                  |
| Argento  | Vladimir Morozov Evgenija Tarasova                                 | Pattinaggio di figura   | Pattinaggio di figura a coppie  |
| Argento  | Nazionale di hockey su ghiaccio maschile                           | Hockey su ghiaccio      | Torneo maschile                 |

### Medaglie di bronzo
| Medaglia | Nome                                                                   | Sport                   | Evento                            |
| -------- | ---------------------------------------------------------------------- | ----------------------- | --------------------------------- |
| Bronzo   | Ul'jana Kajševa Kristina Reztsova Alexander Loginov Ėduard Latypov     | Biathlon                | Staffetta 4x6 km mista            |
| Bronzo   | Anastasia Smirnova                                                     | Freestyle               | Gobbe femminile                   |
| Bronzo   | Vic Wild                                                               | Snowboard               | Slalom gigante parallelo maschile |
| Bronzo   | Aleksandr Terent'ev                                                    | Sci di fondo            | Sprint maschile                   |
| Bronzo   | Tatiana Ivanova                                                        | Slittino                | Singolo femminile                 |
| Bronzo   | Semion Elistratov                                                      | Short track             | 1500 m maschile                   |
| Bronzo   | Ėduard Latypov                                                         | Biathlon                | 12,5 km inseguimento maschile     |
| Bronzo   | Angelina Golikova                                                      | Pattinaggio di velocità | 500 m femminile                   |
| Bronzo   | Said Karimulla Khalili Ėduard Latypov Aleksandr Loginov Maksim Cvetkov | Biathlon                | Staffetta maschile                |
| Bronzo   | Natal'ja Neprjaeva Julija Belorukova                                   | Sci di fondo            | Sprint a squadre femminile        |
| Bronzo   | Aleksandr Bol'šunov Aleksandr Terent'ev                                | Sci di fondo            | Sprint a squadre maschile         |
| Bronzo   | Ilya Burov                                                             | Freestyle               | Salti femminile                   |
| Bronzo   | Sergej Ridzik                                                          | Freestyle               | Ski cross maschile                |
| Bronzo   | Aleksandr Galljamov Anastasija Mišina                                  | Pattinaggio di figura   | Pattinaggio di figura a coppie    |

## Biathlon
Uomini
| Atleta                                                                 | Evento                  | Tempo     | Errori      | Pos. |
| ---------------------------------------------------------------------- | ----------------------- | --------- | ----------- | ---- |
| Ėduard Latypov                                                         | 10 km sprint            | 25'14"8   | 3 (2+1)     | 11º  |
| Aleksandr Loginov                                                      | 10 km sprint            | 26'15"5   | 4 (2+2)     | 38º  |
| Daniil Serokhvostov                                                    | 10 km sprint            | 25'38"0   | 2 (0+2)     | 19º  |
| Maksim Cvetkov                                                         | 10 km sprint            | 24'41"0   | 0 (0+0)     | 4º   |
| Ėduard Latypov                                                         | 12,5 km inseguimento    | 39'42"8   | 1 (0+0+0+1) |      |
| Aleksandr Loginov                                                      | 12,5 km inseguimento    | 43'44"1   | 5 (0+1+3+1) | 27º  |
| Daniil Serokhvostov                                                    | 12,5 km inseguimento    | 44'34"8   | 8 (4+2+1+1) | 39º  |
| Maksim Cvetkov                                                         | 12,5 km inseguimento    | 42'56"2   | 6 (2+3+0+1) | 17º  |
| Ėduard Latypov                                                         | 15 km partenza in linea | 41'35"4   | 7 (1+3+1+2) | 19º  |
| Aleksandr Loginov                                                      | 15 km partenza in linea | 41'06"2   | 7 (2+0+2+3) | 15º  |
| Maksim Cvetkov                                                         | 15 km partenza in linea | 41'37"7   | 6 (1+1+2+2) | 20º  |
| Said Karimulla Khalili                                                 | 20 km individuale       | 53'26"5   | 4 (2+1+0+1) | 34º  |
| Ėduard Latypov                                                         | 20 km individuale       | 51'13"1   | 3 (0+1+1+1) | 11º  |
| Aleksandr Loginov                                                      | 20 km individuale       | 50'27"6   | 3 (0+1+0+2) | 10º  |
| Maksim Cvetkov                                                         | 20 km individuale       | 49'22"3   | 1 (0+0+0+1) | 4º   |
| Said Karimulla Khalili Aleksandr Loginov Maksim Cvetkov Ėduard Latypov | Staffetta 4x7,5 km      | 1h20'35"5 | 2+6         |      |

Donne
| Atleta                                                             | Evento                    | Penalità     | Tempo     | Posizione |
| ------------------------------------------------------------------ | ------------------------- | ------------ | --------- | --------- |
| Irina Kazakevič                                                    | 7,5 km sprint             | 1 (0+1)      | 22'23"7   | 20ª       |
| Svetlana Mironova                                                  | 7,5 km sprint             | 3 (0+3)      | 23'17"6   | 47ª       |
| Ul'jana Kajševa                                                    | 7,5 km sprint             | 2 (2+0)      | 22'11"8   | 13ª       |
| Kristina Rezcova                                                   | 7,5 km sprint             | 2 (1+1)      | 21'49"3   | 6ª        |
| Irina Kazakevič                                                    | 10 km inseguimento        | 3 (0+0+2+1)  | 38'25"8   | 23ª       |
| Svetlana Mironova                                                  | 10 km inseguimento        | 6 (0+0+1+5)  | 40'25"4   | 41ª       |
| Ul'jana Kajševa                                                    | 10 km inseguimento        | 3 (0+2+1+0)  | 37'33"2   | 11ª       |
| Kristina Rezcova                                                   | 10 km inseguimento        | 7 (2+2+1+2)  | 38'41"6   | 26ª       |
| Irina Kazakevič                                                    | 12,5 km partenza in linea | 7 (1+3+2+1)  | 43'34"6   | 20ª       |
| Ul'jana Kajševa                                                    | 12,5 km partenza in linea | 6 (2+1+3+0)  | 43'14"3   | 17ª       |
| Kristina Rezcova                                                   | 12,5 km partenza in linea | 6 (2+1+1+2)  | 41'29"0   | 5ª        |
| Evgenija Pavlova                                                   | 15 km individuale         | 6 (1+0+2+3)  | 53'20"3   | 77ª       |
| Svetlana Mironova                                                  | 15 km individuale         | 3 (0+1+1+1)  | 47'59"3   | 23ª       |
| Ul'jana Kajševa                                                    | 15 km individuale         | 10 (1+2+3+4) | 53'42"1   | 78ª       |
| Kristina Rezcova                                                   | 15 km individuale         | 2 (0+0+2+0)  | 45'25"8   | 9ª        |
| Irina Kazakevič Kristina Rezcova Svetlana Mironova Ul'jana Kajševa | Staffetta 4x6 km          | 1+7          | 1h11'15"9 |           |

Misto
| Atleta                                                            | Evento           | Penalità  | Tempo     | Posizione |
| ----------------------------------------------------------------- | ---------------- | --------- | --------- | --------- |
| Ul'jana Kajševa Kristina Rezcova Aleksandr Loginov Ėduard Latypov | Staffetta 4x6 km | 14 (1+13) | 1h06'47"1 |           |

## Bob
Uomini
| Atleta                                                               | Evento                 | 1ª manche | 1ª manche | 2ª manche | 2ª manche | 3ª manche | 3ª manche | 4ª manche       | 4ª manche       | Totale  | Totale    |
| Atleta                                                               | Evento                 | Tempo     | Posizione | Tempo     | Posizione | Tempo     | Posizione | Tempo           | Posizione       | Tempo   | Posizione |
| -------------------------------------------------------------------- | ---------------------- | --------- | --------- | --------- | --------- | --------- | --------- | --------------- | --------------- | ------- | --------- |
| Maksim Andrianov* Vladislav Žarovcev                                 | Bob a due maschile     | 1'00"24   | 22ª       | 1'00"75   | 26ª       | 1'00"55   | 26ª       | Non qualificati | Non qualificati | 3:01.54 | 25ª       |
| Rostislav Gajtjukevič* Aleksej Laptev                                | Bob a due maschile     | 59"41     | 3ª        | 59"91     | 5ª        | 59"80     | 9ª        | 1'00"19         | 14ª             | 3'59"31 | 8ª        |
| Maksim Andrianov* Dmitrij Lopin Aleksej Zaicev Vladislav Žarovcev    | Bob a quattro maschile | 58"82     | 9ª        | 59"30     | 9ª        | 59"03     | 9ª        | 59"40           | 8ª              | 3'56"55 | 8ª        |
| Rostislav Gajtjukevič* Aleksej Laptev Michail Mordasov Pavel Travkin | Bob a quattro maschile | 58"54     | 4ª        | 59"24     | 8ª        | 58"81     | 7ª        | 59"56           | 14ª             | 3'56"15 | 7ª        |

Donne
| Atleta                                | Evento              | 1ª manche | 1ª manche | 2ª manche | 2ª manche | 3ª manche | 3ª manche | 4ª manche | 4ª manche | Totale  | Totale    |
| Atleta                                | Evento              | Tempo     | Posizione | Tempo     | Posizione | Tempo     | Posizione | Tempo     | Posizione | Tempo   | Posizione |
| ------------------------------------- | ------------------- | --------- | --------- | --------- | --------- | --------- | --------- | --------- | --------- | ------- | --------- |
| Nadežda Sergeeva                      | Monobob femminile   | 1'05"45   | 9ª        | 1'06"00   | 13ª       | 1'05"83   | 10ª       | 1'06"31   | 11ª       | 4'23"59 | 10ª       |
| Anastasija Makarova* Elena Mamedova   | Bob a due femminile | 1'01"83   | 10ª       | 1'02"29   | 16ª       | 1'02"48   | 20ª       | 1'02"49   | 19ª       | 4'09"09 | 19ª       |
| Nadežda Sergeeva* Julija Belomestnych | Bob a due femminile | 1'02"04   | 16ª       | 1'01"90   | 8ª        | 1'02"34   | 18ª       | 1'01"83   | 7ª        | 4'08"11 | 9ª        |

## Combinata nordica
| Atleta           | Evento             | Salto     | Salto | Salto     | Fondo   | Fondo     | Totale  | Totale    |
| Atleta           | Evento             | Lunghezza | Punti | Posizione | Tempo   | Posizione | Tempo   | Posizione |
| ---------------- | ------------------ | --------- | ----- | --------- | ------- | --------- | ------- | --------- |
| Vjačeslav Barkov | Trampolino normale | 78,0 m    | 61,6  | 41º       | 26'08"2 | 28º       | 30'54"2 | 38º       |
| Artëm Galunin    | Trampolino normale | 77,0 m    | 66,8  | 39º       | 27'13"8 | 36º       | 31'38"8 | 39º       |
| Samir Mastiev    | Trampolino normale | 72,0 m    | 47,8  | 44º       | 26'18"0 | 29º       | 31'59"0 | 40º       |
| Vjačeslav Barkov | Trampolino lungo   | 103,0 m   | 53,3  | 44º       | 27'10"9 | 24º       | 32'56"9 | 41º       |
| Artëm Galunin    | Trampolino lungo   | 108,5 m   | 58,0  | 42º       | 27'55"2 | 37º       | 33'22"2 | 42º       |
| Samir Mastiev    | Trampolino lungo   | 86,5 m    | 20,4  | 48º       | 28'09"4 | 40º       | 36'07"4 | 46º       |

## Curling
| Squadra                                                                          | Torneo    | Girone               | Girone               | Girone               | Girone               | Girone               | Girone               | Girone               | Girone               | Girone               | Girone | Semifinali           | Finale / FB          | Pos. |
| Squadra                                                                          | Torneo    | Avversario Punteggio | Avversario Punteggio | Avversario Punteggio | Avversario Punteggio | Avversario Punteggio | Avversario Punteggio | Avversario Punteggio | Avversario Punteggio | Avversario Punteggio | Pos.   | Avversario Punteggio | Avversario Punteggio | Pos. |
| -------------------------------------------------------------------------------- | --------- | -------------------- | -------------------- | -------------------- | -------------------- | -------------------- | -------------------- | -------------------- | -------------------- | -------------------- | ------ | -------------------- | -------------------- | ---- |
| Sergey Glukhov Evgeny Klimov Dmitry Mironov Anton Kalalb Daniil Goriachev        | Maschile  | Stati Uniti P 5-6    | Cina V 7-4           | Svizzera P 3-6       | Danimarca V 10–2     | Italia V 10-7        | Svezia P 5–7         | Norvegia P 5-12      | Canada V 7-6         | Gran Bretagna P 6-8  | 8ª     | Non qualificati      | Non qualificati      | 8ª   |
| Alina Kovaleva Yulia Portunova Galina Arsenkina Ekaterina Kuzmina Maria Komarova | Femminile | Stati Uniti P 3-9    | Svizzera P 7-8       | Corea del Sud P 5-9  | Giappone P 5-10      | Canada P 5-11        | Danimarca P 5-10     | Cina V 11-5          | Svezia P 5-8         | Gran Bretagna P 4-9  | 10ª    | Non qualificate      | Non qualificate      | 10ª  |

## Freestyle
Salti
| Atleta                                         | Evento          | Qualificazione | Qualificazione | Qualificazione | Qualificazione | Finale          | Finale          | Finale          | Finale          |
| Atleta                                         | Evento          | Salto 1        | Salto 1        | Salto 2        | Salto 2        | Salto 1         | Salto 1         | Salto 2         | Salto 2         |
| Atleta                                         | Evento          | Punti          | Posizione      | Punti          | Posizione      | Punti           | Posizione       | Punti           | Posizione       |
| ---------------------------------------------- | --------------- | -------------- | -------------- | -------------- | -------------- | --------------- | --------------- | --------------- | --------------- |
| Il'ja Burov                                    | Salti maschile  | 117.65         | 9              | 120.36         | 3º Q           | 129,50          | 1º Q            | 114,93          |                 |
| Maksim Burov                                   | Salti maschile  | 95,02          | 21º            | 113,28         | 10º            | Non qualificato | Non qualificato | Non qualificato | Non qualificato |
| Stanislav Nikitin                              | Salti maschile  | 119.47         | 7º             | 86.88          | 4º Q           | 119,00          | 10º             | Non qualificato | Non qualificato |
| Ljubov' Nikitina                               | Salti femminile | 63,80          | 23ª            | 69,30          | 15ª            | Non qualificata | Non qualificata | Non qualificata | Non qualificata |
| Eseniia Pantiukhova                            | Salti femminile | 82,84          | 10ª            | 77,43          | 5ª Q           | 78,75           | 9ª              | Non qualificata | Non qualificata |
| Anastasiia Prytkova                            | Salti femminile | 78,43          | 14ª            | 77,43          | 10ª            | Non qualificata | Non qualificata | Non qualificata | Non qualificata |
| Ljubov' Nikitina Il'ja Burov Stanislav Nikitin | Squadre miste   | N.D.           | N.D.           | N.D.           | N.D.           | 295,97          | 5ª              | Non qualificati | Non qualificati |

Gobbe
| Atleta                | Evento          | Qualificazione | Qualificazione | Qualificazione | Qualificazione | Qualificazione | Qualificazione | Finale          | Finale          | Finale          | Finale          | Finale          | Finale          | Finale          | Finale          | Finale          |
| Atleta                | Evento          | Run 1          | Run 1          | Run 1          | Run 2          | Run 2          | Run 2          | Run 1           | Run 1           | Run 1           | Run 2           | Run 2           | Run 2           | Run 3           | Run 3           | Run 3           |
| Atleta                | Evento          | Tempo          | Totale         | Posizione      | Tempo          | Totale         | Posizione      | Tempo           | Totale          | Posizione       | Tempo           | Totale          | Posizione       | Tempo           | Totale          | Posizione       |
| --------------------- | --------------- | -------------- | -------------- | -------------- | -------------- | -------------- | -------------- | --------------- | --------------- | --------------- | --------------- | --------------- | --------------- | --------------- | --------------- | --------------- |
| Nikita Andreev        | Gobbe maschile  | 24"15          | 67,39          | 27º            | 24"49          | 74,62          | 9º Q           | 24"18           | 76,95           | 8º Q            | DNF             | DNF             | DNF             | Non qualificato | Non qualificato | Non qualificato |
| Nikita Novickij       | Gobbe maschile  | 25"03          | 74,71          | 13º            | 25"57          | 75,65          | 6º Q           | 25"00           | 75,88           | 13º             | Non qualificato | Non qualificato | Non qualificato | Non qualificato | Non qualificato | Non qualificato |
| Polina Chudinova      | Gobbe femminile | 29"94          | 66,77          | 17ª            | 66"77          | 70,93          | 5ª Q           | 29"03           | 70,36           | 17ª             | Non qualificata | Non qualificata | Non qualificata | Non qualificata | Non qualificata | Non qualificata |
| Viktoriia Lazarenko   | Gobbe femminile | 32"57          | 29,65          | 25ª            | 29"65          | 65,77          | 13ª            | Non qualificata | Non qualificata | Non qualificata | Non qualificata | Non qualificata | Non qualificata | Non qualificata | Non qualificata | Non qualificata |
| Anastasiia Pervushina | Gobbe femminile | 32"57          | 59,97          | 22ª            | 59"97          | 63,97          | 14ª            | Non qualificata | Non qualificata | Non qualificata | Non qualificata | Non qualificata | Non qualificata | Non qualificata | Non qualificata | Non qualificata |
| Anastasia Smirnova    | Gobbe femminile | 28"84          | 73,01          | 8ª QF          | Bye            | Bye            | Bye            | 28"10           | 73,76           | 10ª Q           | 27"95           | 78,64           | 4ª Q            | 27"59           | 77,72           |                 |

Freeski
| Atleta             | Evento               | Qualificazioni | Qualificazioni | Qualificazioni | Qualificazioni  | Qualificazioni | Finale          | Finale          | Finale          | Finale          | Finale          |
| Atleta             | Evento               | Run 1          | Run 2          | Run 3          | Totale/migliore | Posizione      | Run 1           | Run 2           | Run 3           | Totale/migliore | Posizione       |
| ------------------ | -------------------- | -------------- | -------------- | -------------- | --------------- | -------------- | --------------- | --------------- | --------------- | --------------- | --------------- |
| Ksenia Orlova      | Big air femminile    | 60.00          | 54.75          | 9.00           | 114.75          | 19ª            | Non qualificata | Non qualificata | Non qualificata | Non qualificata | Non qualificata |
| Anastasia Tatalina | Big air femminile    | 68.75          | 89.75          | 73.50          | 163.25          | 3ª Q           | 75.50           | 22.25           | 47.00           | 122.50          | 10ª             |
| Ksenia Orlova      | Slopestyle femminile | 45.31          | 32.20          | N.D.           | 45.31           | 21ª            | Non qualificata | Non qualificata | Non qualificata | Non qualificata | Non qualificata |
| Anastasia Tatalina | Slopestyle femminile | 63.85          | 72.03          | N.D.           | 72.03           | 5ª Q           | 39.38           | 74.16           | 75.51           | 75.51           | 4ª              |

Ski cross
| Atleta               | Evento              | Qualificazioni | Qualificazioni | Ottavi    | Quarti          | Semifinale      | Finale          | Finale          |
| Atleta               | Evento              | Tempo          | Posizione      | Posizione | Posizione       | Posizione       | Posizione       | Totale          |
| -------------------- | ------------------- | -------------- | -------------- | --------- | --------------- | --------------- | --------------- | --------------- |
| Igor Omelin          | Ski cross maschile  | 1:12.28        | 2º             | 1º Q      | 4º              | Non qualificato | Non qualificato | Non qualificato |
| Sergej Ridzik        | Ski cross maschile  | 1:13.95        | 29             | 1º Q      | 1º Q            | 2º Q            | 3º              |                 |
| Kirill Sysoev        | Ski cross maschile  | 1:13.36        | 20º            | 4º        | Non qualificato | Non qualificato | Non qualificato | Non qualificato |
| Anastasia Chirtsova  | Ski cross femminile | 1'21"53        | 22ª            | 2ª Q      | 4ª              | Non qualificata | Non qualificata | Non qualificata |
| Ekaterina Maltseva   | Ski cross femminile | 1'19"45        | 14ª            | 3ª        | Non qualificata | Non qualificata | Non qualificata | Non qualificata |
| Elizaveta Ponkratova | Ski cross femminile | 1'19"56        | 17ª            | 3ª        | Non qualificata | Non qualificata | Non qualificata | Non qualificata |
| Natalia Sherina      | Ski cross femminile | 1'19"49        | 15ª            | 3ª        | Non qualificata | Non qualificata | Non qualificata | Non qualificata |

## Hockey su ghiaccio
| Squadra             | Torneo    | Girone               | Girone               | Girone               | Girone               | Girone | Playoff              | Quarti               | Semifinali           | Finale               | Pos. |
| Squadra             | Torneo    | Avversario Punteggio | Avversario Punteggio | Avversario Punteggio | Avversario Punteggio | Pos.   | Avversario Punteggio | Avversario Punteggio | Avversario Punteggio | Avversario Punteggio | Pos. |
| ------------------- | --------- | -------------------- | -------------------- | -------------------- | -------------------- | ------ | -------------------- | -------------------- | -------------------- | -------------------- | ---- |
| Nazionale maschile  | Maschile  | Svizzera V 1-0       | Danimarca V 2–0      | Svizzera P 5–6 OT    | N.D.                 | 1ª Q   | Bye                  | Danimarca V 3-1      | Svezia V 2-1 GWS     | Finlandia P 1-2      |      |
| Nazionale femminile | Femminile | Svizzera V 5-2       | Stati Uniti P 0-5    | Canada P 1-6         | Finlandia P 0-5      | 4ª     | N.D.                 | Svizzera P 2-4       | Non qualificata      | Non qualificata      | 5ª   |

## Pattinaggio di figura
| Atleta                                  | Evento    | Programma corto | Programma corto | Programma libero | Programma libero | Totale | Totale    |
| Atleta                                  | Evento    | Punti           | Posizione       | Punti            | Posizione        | Punti  | Posizione |
| --------------------------------------- | --------- | --------------- | --------------- | ---------------- | ---------------- | ------ | --------- |
| Mark Kondratjuk                         | Maschile  | 86,11           | 15º Q           | 162,71           | 14º              | 248,82 | 15º       |
| Andrei Mozalev                          | Maschile  | 77,05           | 23º Q           | 156,28           | 18º              | 233,33 | 19º       |
| Evgeni Semenenko                        | Maschile  | 95,76           | 7º Q            | 178,37           | 9º               | 274,13 | 8º        |
| Anna Ščerbakova                         | Femminile | 80,20           | 2ª Q            | 175,75           | 2ª               | 255,95 |           |
| Aleksandra Trusova                      | Femminile | 74,60           | 4ª Q            | 177,13           | 1ª               | 251,73 |           |
| Kamila Valieva                          | Femminile | 82,16           | 1ª Q            | 141,93           | 5ª               | 224,09 | 4ª        |
| Aleksandra Bojkova / Dmitrij Kozlovskij | Coppie    | 78,59           | 4ª Q            | 141,91           | 4ª               | 220,50 | 4ª        |
| Anastasija Mišina / Aleksandr Galljamov | Coppie    | 82,76           | 3ª Q            | 154,95           | 3ª               | 237,71 |           |
| Evgenija Tarasova / Vladimir Morozov    | Coppie    | 84,25           | 2ª Q            | 155,00           | 2ª               | 239,25 |           |
| Diana Davis / Gleb Smolkin              | Danza     | 71,66           | 14ª Q           | 108,16           | 14ª              | 179,82 | 14ª       |
| Viktorija Sinicina / Nikita Kacalapov   | Danza     | 88,85           | 2ª Q            | 131,66           | 2ª               | 220,51 |           |
| Aleksandra Stepanova / Ivan Bukin       | Danza     | 84,09           | 5ª Q            | 120,98           | 8ª               | 205,07 | 6ª        |

Gara a squadre
| Gara   | Atleta                                  | Programma corto | Programma corto | Programma libero | Programma libero | Totale | Totale    |
| Gara   | Atleta                                  | Punti           | Posizione       | Punti            | Posizione        | Punti  | Posizione |
| ------ | --------------------------------------- | --------------- | --------------- | ---------------- | ---------------- | ------ | --------- |
| Uomini | Mark Kondratjuk                         | 8               | 3º              | 9                | 2º               | 74     |           |
| Donne  | Kamila Valieva                          | 10              | 1ª              | 10               | 1ª               | 74     |           |
| Coppie | Anastasija Mišina / Aleksandr Galljamov | 9               | 2ª              | 10               | 1ª               | 74     |           |
| Danza  | Viktorija Sinicina / Nikita Kacalapov   | 9               | 2ª              | 9                | 2ª               | 74     |           |

## Pattinaggio di velocità
Uomini
| Atleta               | Evento  | Tempo    | Posizione |
| -------------------- | ------- | -------- | --------- |
| Artem Arefyev        | 500 m   | 34"56    | 7º        |
| Ruslan Murashov      | 500 m   | 34"63    | 10º       |
| Viktor Mushtakov     | 500 m   | 34"60    | 9º        |
| Pavel Kulizhnikov    | 1000 m  | 1'08"87  | 11º       |
| Viktor Mushtakov     | 1000 m  | 1'08"74  | 8º        |
| Daniil Aldoškin      | 1500 m  | 1'46"33  | 14º       |
| Sergej Trofimov      | 1500 m  | 1'45"32  | 8º        |
| Ruslan Zakharov      | 1500 m  | 1'46"46  | 15º       |
| Aleksandr Rumyantsev | 5000 m  | 6'15"02  | 6º        |
| Sergej Trofimov      | 5000 m  | 6'10"27  | 4º        |
| Ruslan Zakharov      | 5000 m  | 6'21"00  | 14º       |
| Aleksandr Rumyantsev | 10000 m | 12'51"33 | 5º        |

Donne
| Atleta             | Evento | Tempo    | Posizione |
| ------------------ | ------ | -------- | --------- |
| Olga Fatkulina     | 500 m  | 37"76    | 10ª       |
| Angelina Golikova  | 500 m  | 37"21    |           |
| Daria Kachanova    | 500 m  | 37"65    | 8ª        |
| Olga Fatkulina     | 1000 m | 1'15"87  | 13ª       |
| Angelina Golikova  | 1000 m | 1'14"71  | 4ª        |
| Daria Kachanova    | 1000 m | 1'15"649 | 9ª        |
| Elizaveta Golubeva | 1500 m | 1'55"30  | 7ª        |
| Evgenija Lalenkova | 1500 m | 1'55"74  | 9ª        |
| Elena Sokhryakova  | 1500 m | 1'59"58  | 22ª       |
| Evgenija Lalenkova | 3000 m | 4'03"42  | 10ª       |
| Natalya Voronina   | 3000 m | 4'03"84  | 11ª       |
| Natalya Voronina   | 5000 m | 6'56"99  | 6ª        |

Mass start
| Atleta             | Evento               | Semifinale | Semifinale | Semifinale | Finale          | Finale          | Finale          |
| Atleta             | Evento               | Punti      | Tempo      | Posizione  | Punti           | Tempo           | Posizione       |
| ------------------ | -------------------- | ---------- | ---------- | ---------- | --------------- | --------------- | --------------- |
| Daniil Aldoshkin   | Mass start maschile  | 6          | 7'56"83    | 5º Q       | 6               | 7'47"59         | 5º              |
| Ruslan Zakharov    | Mass start maschile  | DNF        | DNF        | 15º        | Non qualificato | Non qualificato | Non qualificato |
| Elizaveta Golubeva | Mass start femminile | 1          | 8'53"99    | 9ª ADV     | DNF             | DNF             | 15ª             |
| Elena Sokhryakova  | Mass start femminile | 2          | 8'45"00    | 10ª        | Non qualificata | Non qualificata | Non qualificata |

Inseguimento a squadre
| Atleta                                                 | Evento                           | Quarti di finale | Quarti di finale | Semifinale            | Semifinale | Finale                                | Finale    |
| Atleta                                                 | Evento                           | Tempo            | Posizione        | Avversario Tempo      | Posizione  | Avversario Tempo                      | Posizione |
| ------------------------------------------------------ | -------------------------------- | ---------------- | ---------------- | --------------------- | ---------- | ------------------------------------- | --------- |
| Daniil Aldoshkin Sergey Trofimov Ruslan Zakharov       | Inseguimento a squadre maschile  | 3'38"67          | 3ª Q             | Stati Uniti V 3'36"62 | 1ª QA      | Norvegia P 3'40"46                    |           |
| Elizaveta Golubeva Evgenija Lalenkova Natalya Voronina | Inseguimento a squadre femminile | 2'57"66          | 4ª Q             | Giappone P 3'05"92    | 2ª QB      | Finale 3º posto Paesi Bassi P 2'58"66 | 4ª        |

## Salto con gli sci
Uomini
| Atleta                                                      | Evento             | Qualificazione | Qualificazione | Qualificazione | Finale      | Finale      | Finale      | Finale          | Finale          | Finale          | Finale          | Finale          |
| Atleta                                                      | Evento             | Qualificazione | Qualificazione | Qualificazione | Primo salto | Primo salto | Primo salto | Secondo salto   | Secondo salto   | Secondo salto   | Totale          | Totale          |
| Atleta                                                      | Evento             | Lunghezza      | Punti          | Posizione      | Lunghezza   | Punti       | Posizione   | Lunghezza       | Punti           | Posizione       | Punti           | Posizione       |
| ----------------------------------------------------------- | ------------------ | -------------- | -------------- | -------------- | ----------- | ----------- | ----------- | --------------- | --------------- | --------------- | --------------- | --------------- |
| Evgenii Klimov                                              | Trampolino normale | 95,5 m         | 99,5           | 14º Q          | 104,0 m     | 135,0       | 4º          | 100,0 m         | 126,5           | 7º              | 261,5           | 5º              |
| Michail Nazarov                                             | Trampolino normale | 86,5 m         | 81,4           | 31º Q          | 97,0 m      | 118,1       | 32º         | Non qualificato | Non qualificato | Non qualificato | Non qualificato | Non qualificato |
| Danil Sadreev                                               | Trampolino normale | 92,5 m         | 97,0           | 18º Q          | 107,5 m     | 134,1       | 7º          | 98,0 m          | 125,3           | 11º             | 259,4           | 8º              |
| Roman Trofimov                                              | Trampolino normale | 86,0 m         | 80,0           | 33º Q          | 97,5 m      | 120,8       | 29º         | 98,0 m          | 123,9           | 14º             | 244,7           | 23º             |
| Evgenii Klimov                                              | Trampolino lungo   | 130,0 m        | 119,5          | 13º Q          | 133,0 m     | 126,8       | 22º Q       | 132,5 m         | 128,7           | 21º             | 255,5           | 19º             |
| Michail Nazarov                                             | Trampolino lungo   | 124,5 m        | 112,6          | 21º Q          | 127,5 m     | 118,4       | 34º         | Non qualificato | Non qualificato | Non qualificato | Non qualificato | Non qualificato |
| Danil Sadreev                                               | Trampolino lungo   | 136,5 m        | 127,3          | 5º Q           | 134,0 m     | 130,2       | 14º Q       | 133,5 m         | 129,5           | 19º             | 259,7           | 16º             |
| Roman Trofimov                                              | Trampolino lungo   | 123,5 m        | 116,0          | 16º Q          | 133,0 m     | 128,8       | 16º Q       | 130,5 m         | 125,1           | 26º             | 253,9           | 23º             |
| Danil Sadreev Roman Trofimov Michail Nazarov Evgenii Klimov | Gara a squadre     | N.D.           | N.D.           | N.D.           | 493,5 m     | 410,6       | 7ª Q        | 476,5 m         | 395,9           | 8ª              | 806,5           | 7ª              |

Donne
| Atleta             | Evento             | Qualificazione | Qualificazione | Qualificazione | Finale      | Finale      | Finale      | Finale        | Finale        | Finale        | Finale | Finale    |
| Atleta             | Evento             | Qualificazione | Qualificazione | Qualificazione | Primo salto | Primo salto | Primo salto | Secondo salto | Secondo salto | Secondo salto | Totale | Totale    |
| Atleta             | Evento             | Lunghezza      | Punti          | Posizione      | Lunghezza   | Punti       | Posizione   | Lunghezza     | Punti         | Posizione     | Punti  | Posizione |
| ------------------ | ------------------ | -------------- | -------------- | -------------- | ----------- | ----------- | ----------- | ------------- | ------------- | ------------- | ------ | --------- |
| Irina Avvakumova   | Trampolino normale | N.D.           | N.D.           | N.D.           | 95,0 m      | 99,6        | 9ª          | 89,5 m        | 96,7          | 8ª            | 196,3  | 7ª        |
| Aleksandra Kustova | Trampolino normale | N.D.           | N.D.           | N.D.           | 88,0 m      | 81,4        | 20ª         | 85,0 m        | 90,0          | 13ª           | 171,4  | 17ª       |
| Irma Machinja      | Trampolino normale | N.D.           | N.D.           | N.D.           | 90,0 m      | 85,4        | 17ª         | 90,0 m        | 95,5          | 9ª            | 180,9  | 10ª       |
| Sof'ja Tichonova   | Trampolino normale | N.D.           | N.D.           | N.D.           | 78,5 m      | 70,3        | 27ª         | 83,0 m        | 76,5          | 23ª           | 146,8  | 26ª       |

Misto
| Atleta                                                      | Evento         | Qualificazione | Qualificazione | Qualificazione | Finale      | Finale      | Finale      | Finale        | Finale        | Finale        | Finale | Finale    |
| Atleta                                                      | Evento         | Qualificazione | Qualificazione | Qualificazione | Primo salto | Primo salto | Primo salto | Secondo salto | Secondo salto | Secondo salto | Totale | Totale    |
| Atleta                                                      | Evento         | Lunghezza      | Punti          | Posizione      | Lunghezza   | Punti       | Posizione   | Lunghezza     | Punti         | Posizione     | Punti  | Posizione |
| ----------------------------------------------------------- | -------------- | -------------- | -------------- | -------------- | ----------- | ----------- | ----------- | ------------- | ------------- | ------------- | ------ | --------- |
| Irma Machinja Danil Sadreev Irina Avvakumova Evgenii Klimov | Gara a squadre | N.D.           | N.D.           | N.D.           | 378.0 m     | 448,8       | 3ª Q        | 376,5 m       | 441,5         | 4ª            | 890,3  |           |

## Sci alpino
Uomini
| Atleta               | Evento          | 1ª manche | 1ª manche | 2ª manche       | 2ª manche       | Totale          | Totale          |
| Atleta               | Evento          | Tempo     | Posizione | Tempo           | Posizione       | Tempo           | Posizione       |
| -------------------- | --------------- | --------- | --------- | --------------- | --------------- | --------------- | --------------- |
| Aleksandr Andrienko  | Slalom gigante  | DNF       | DNF       | Non qualificato | Non qualificato | Non qualificato | Non qualificato |
| Ivan Kuznetsov       | Slalom gigante  | DNF       | DNF       | Non qualificato | Non qualificato | Non qualificato | Non qualificato |
| Aleksandr Andrienko  | Slalom speciale | 57"47     | 31º       | 53"70           | 26º             | 1'51"17         | 26º             |
| Aleksandr Chorošilov | Slalom speciale | 54"63     | 10º       | 50"54           | 9º              | 1'45"17         | 10º             |
| Ivan Kuznetsov       | Slalom speciale | DNF       | DNF       | Non qualificato | Non qualificato | Non qualificato | Non qualificato |

Donne
| Atleta                | Evento          | 1ª manche | 1ª manche | 2ª manche | 2ª manche | Totale  | Totale    |
| Atleta                | Evento          | Tempo     | Posizione | Tempo     | Posizione | Tempo   | Posizione |
| --------------------- | --------------- | --------- | --------- | --------- | --------- | ------- | --------- |
| Julija Pleškova       | Discesa libera  | N.D.      | N.D.      | N.D.      | N.D.      | 1:34.48 | 20ª       |
| Julija Pleškova       | Supergigante    | N.D.      | N.D.      | N.D.      | N.D.      | 1'15"26 | 18ª       |
| Polina Melnikova      | Slalom gigante  | 1'04"13   | 39ª       | 1'03"07   | 31ª       | 2'07"20 | 32ª       |
| Julija Pleškova       | Slalom gigante  | 1'02"01   | 33ª       | 1'01"31   | 28ª       | 2'03"32 | 27ª       |
| Ekaterina Tkachenko   | Slalom gigante  | 1'01"55   | 31ª       | 1'00"86   | 25ª       | 2'02"41 | 25ª       |
| Anastasia Gornostaeva | Slalom speciale | 56"39     | 39ª       | 55"11     | 32ª       | 1'51"50 | 33ª       |
| Polina Melnikova      | Slalom speciale | 56"86     | 41ª       | 55"88     | 35ª       | 1'52"74 | 36ª       |
| Ekaterina Tkachenko   | Slalom speciale | 55"97     | 34ª       | 54"71     | 31ª       | 1'50"68 | 31ª       |
| Julija Pleškova       | Combinata       | 1'33"54   | 14ª       | 57"16     | 11ª       | 2'30"70 | 10ª       |

Misto
| Atleta                                                                                       | Evento         | Ottavi               | Quarti               | Semifinale           | Finale               | Finale    |
| Atleta                                                                                       | Evento         | Avversario Risultato | Avversario Risultato | Avversario Risultato | Avversario Risultato | Posizione |
| -------------------------------------------------------------------------------------------- | -------------- | -------------------- | -------------------- | -------------------- | -------------------- | --------- |
| Aleksandr Andrienko Anastasia Gornostaeva Ivan Kuznetsov Julija Pleškova Ekaterina Tkachenko | Gara a squadre | Italia P 1-3         | Non qualificata      | Non qualificata      | Non qualificata      | 11ª       |

## Sci di fondo
Distanza
Uomini
| Atleta                                                             | Evento                 | Tecnica classica | Tecnica classica | Tecnica libera | Tecnica libera | Totale    | Totale   | Totale    |
| Atleta                                                             | Evento                 | Tempo            | Posizione        | Tempo          | Posizione      | Tempo     | Distacco | Posizione |
| ------------------------------------------------------------------ | ---------------------- | ---------------- | ---------------- | -------------- | -------------- | --------- | -------- | --------- |
| Aleksandr Bol'šunov                                                | 15 km tecnica classica | N.D.             | N.D.             | N.D.           | N.D.           | 38'18"0   | +23"2    |           |
| Aleksej Červotkin                                                  | 15 km tecnica classica | N.D.             | N.D.             | N.D.           | N.D.           | 38'51"7   | +56"9    | 5º        |
| Ilia Semikov                                                       | 15 km tecnica classica | N.D.             | N.D.             | N.D.           | N.D.           | 39'34"7   | +1'39"9  | 9º        |
| Ivan Yakimushkin                                                   | 15 km tecnica classica | N.D.             | N.D.             | N.D.           | N.D.           | 39'52"6   | +1'57"8  | 13º       |
| Aleksandr Bol'šunov                                                | Skiathlon 30 km        | 39'05"6          | 1º               | 36'32"3        | 1º             | 1h16'09"8 | –        |           |
| Aleksej Červotkin                                                  | Skiathlon 30 km        | 41'41"0          | 32º              | 42'44"5        | 46º            | 1h24'59"5 | +8'49"7  | 36º       |
| Artem Maltsev                                                      | Skiathlon 30 km        | 40'38"4          | 10º              | 38'53"9        | 14º            | 1h20'04"6 | +3'54"8  | 9º        |
| Denis Spicov                                                       | Skiathlon 30 km        | 39'36"1          | 3º               | 37'14"6        | 2º             | 1h17'20"8 | +1'11"0  |           |
| Aleksandr Bol'šunov                                                | 50 km tecnica libera   | N.D.             | N.D.             | N.D.           | N.D.           | 1h11'32"7 | –        |           |
| Artem Maltsev                                                      | 50 km tecnica libera   | N.D.             | N.D.             | N.D.           | N.D.           | 1h11'43"4 | +10"7    | 4º        |
| Denis Spicov                                                       | 50 km tecnica libera   | N.D.             | N.D.             | N.D.           | N.D.           | 1h11'58"9 | +26"2    | 6º        |
| Ivan Yakimushkin                                                   | 50 km tecnica libera   | N.D.             | N.D.             | N.D.           | N.D.           | 1h11'38"2 | +5"5     |           |
| Aleksej Červotkin Aleksandr Bol'šunov Denis Spicov Sergej Ustjugov | Staffetta 4x10 km      | N.D.             | N.D.             | N.D.           | N.D.           | 1h54'50"7 | –        |           |

Donne
| Atleta                                                                  | Evento                 | Tecnica classica | Tecnica classica | Tecnica libera | Tecnica libera | Totale    | Totale   | Totale    |
| Atleta                                                                  | Evento                 | Tempo            | Posizione        | Tempo          | Posizione      | Tempo     | Distacco | Posizione |
| ----------------------------------------------------------------------- | ---------------------- | ---------------- | ---------------- | -------------- | -------------- | --------- | -------- | --------- |
| Natal'ja Neprjaeva                                                      | 10 km tecnica classica | N.D.             | N.D.             | N.D.           | N.D.           | 28'37"9   | +31"6    | 4ª        |
| Tat'jana Sorina                                                         | 10 km tecnica classica | N.D.             | N.D.             | N.D.           | N.D.           | 29'17"4   | +1'11"1  | 10ª       |
| Julija Belorukova                                                       | 10 km tecnica classica | N.D.             | N.D.             | N.D.           | N.D.           | 29'03"8   | +57"5    | 7ª        |
| Natal'ja Neprjaeva                                                      | Skiathlon 15 km        | 22'42"3          | 7ª               | 21'24"6        | 5ª             | 44'43"9   | +30"2    |           |
| Anastasia Rygalina                                                      | Skiathlon 15 km        | 23'39"8          | 16ª              | 21'14"3        | 3ª             | 45'30"9   | +1'17"2  | 8ª        |
| Tat'jana Sorina                                                         | Skiathlon 15 km        | 23'34"7          | 14ª              | 22'19"1        | 10ª            | 46'31"3   | +2'17"6  | 11ª       |
| Julija Belorukova                                                       | Skiathlon 15 km        | 23'38"0          | 15ª              | 24'02"8        | 40ª            | 48'27"5   | +4'13"8  | 24ª       |
| Mariya Istomina                                                         | 30 km tecnica libera   | N.D.             | N.D.             | N.D.           | N.D.           | 1h28'00"1 | +3'06"1  | 9ª        |
| Natal'ja Neprjaeva                                                      | 30 km tecnica libera   | N.D.             | N.D.             | N.D.           | N.D.           | DNF       | DNF      | DNF       |
| Anastasia Rygalina                                                      | 30 km tecnica libera   | N.D.             | N.D.             | N.D.           | N.D.           | 1h31'22"1 | +6'28"1  | 17ª       |
| Tat'jana Sorina                                                         | 30 km tecnica libera   | N.D.             | N.D.             | N.D.           | N.D.           | 1h27'31"2 | +2'37"2  | 5ª        |
| Julija Belorukova Natal'ja Neprjaeva Tat'jana Sorina Veronika Stepanova | Staffetta 4x5 km       | N.D.             | N.D.             | N.D.           | N.D.           | 53'41"0   | –        |           |

Sprint
Uomini
| Atleta                                  | Evento           | Qualificazioni | Qualificazioni | Quarti di finale | Quarti di finale | Semifinali | Semifinali | Finale          | Finale          |                 |                 |
| Atleta                                  | Evento           | Tempo          | Pos.           | Tempo            | Pos.             | Tempo      | Pos.       | Tempo           | Pos.            |                 |                 |
| --------------------------------------- | ---------------- | -------------- | -------------- | ---------------- | ---------------- | ---------- | ---------- | --------------- | --------------- | --------------- | --------------- |
| Aleksandr Bolshunov                     | Sprint           | DNS            | DNS            | DNS              | DNS              | DNS        | DNS        | DNS             | DNS             |                 |                 |
| Artem Maltsev                           | Sprint           | 2'50"90        | 10º Q          | 2'50"37          | 2º Q             | 2'51"50    | 4º q       | 3'01"65         | 5º              |                 |                 |
| Alexander Terentyev                     | Sprint           | 2'50"92        | 12º Q          | 2'57"93          | 2º Q             | 2'50"67    | 1º Q       | 2'59"37         |                 |                 |                 |
| Sergey Ustiugov                         | Sprint           | 2'46"51        | 2º Q           | 2'51"94          | 2º Q             | 2'52"35    | 4º         | Non qualificato | Non qualificato | Non qualificato | Non qualificato |
| Aleksandr Bolshunov Alexander Terentyev | Sprint a squadre | N.D.           | N.D.           | N.D.             | N.D.             | 20'07"85   | 5ª q       | 19'27"28        |                 |                 |                 |

Donne
| Atleta                               | Evento           | Qualificazioni | Qualificazioni | Quarti di finale | Quarti di finale | Semifinali      | Semifinali      | Finale          | Finale          |
| Atleta                               | Evento           | Tempo          | Pos.           | Tempo            | Pos.             | Tempo           | Pos.            | Tempo           | Pos.            |
| ------------------------------------ | ---------------- | -------------- | -------------- | ---------------- | ---------------- | --------------- | --------------- | --------------- | --------------- |
| Hristina Matsokina                   | Sprint           | 3'29"64        | 45ª            | Non qualificata  | Non qualificata  | Non qualificata | Non qualificata | Non qualificata | Non qualificata |
| Natal'ja Neprjaeva                   | Sprint           | 3'21"76        | 20ª Q          | 3'21"34          | 3ª               | Non qualificata | Non qualificata | Non qualificata | Non qualificata |
| Veronika Stepanova                   | Sprint           | 3'20"41        | 12ª Q          | 3'18"09          | 1ª Q             | 3'16"22         | 3ª              | Non qualificata | Non qualificata |
| Julija Belorukova                    | Sprint           | 3'17"01        | 4ª Q           | 3'18"65          | 4ª               | Non qualificata | Non qualificata | Non qualificata | Non qualificata |
| Julija Belorukova Natal'ja Neprjaeva | Sprint a squadre | N.D.           | N.D.           | N.D.             | N.D.             | 23'00"47        | 1ª Q            | 22'10"56        |                 |

## Short track
Uomini
| Atleta                                                             | Evento           | Batterie | Batterie  | Quarti          | Quarti          | Semifinale      | Semifinale      | Finale / Finale B | Finale / Finale B |                 |                 |
| Atleta                                                             | Evento           | Tempo    | Posizione | Tempo           | Posizione       | Tempo           | Posizione       | Tempo             | Posizione         |                 |                 |
| ------------------------------------------------------------------ | ---------------- | -------- | --------- | --------------- | --------------- | --------------- | --------------- | ----------------- | ----------------- | --------------- | --------------- |
| Konstantin Ivliev                                                  | 500 m            | 40"272   | 1º Q      | 40"351          | 1º Q            | 40"655          | 1º QA           | 40"431            |                   |                 |                 |
| Pavel Sitnikov                                                     | 500 m            | 40"591   | 2º Q      | 40"643          | 2º Q            | 40"848          | 3º QB           | 41"217            | 7º                |                 |                 |
| Denis Ayrapetyan                                                   | 1000 m           | DSQ      | DSQ       | Non qualificato | Non qualificato | Non qualificato | Non qualificato | Non qualificato   | Non qualificato   |                 |                 |
| Semën Elistratov                                                   | 1000 m           | 1'24"077 | 3º        | Non qualificato | Non qualificato | Non qualificato | Non qualificato | Non qualificato   | Non qualificato   |                 |                 |
| Denis Ayrapetyan                                                   | 1500 m           | N.D.     | N.D.      | 2'09"776        | 3º Q            | 2'10"773        | 3º QB           | 2'18"076          | 12º               |                 |                 |
| Daniil Eibog                                                       | 1500 m           | N.D.     | N.D.      | 2'16"975        | 4º              | Non qualificato | Non qualificato | Non qualificato   | Non qualificato   | Non qualificato | Non qualificato |
| Semën Elistratov                                                   | 1500 m           | N.D.     | N.D.      | 2'15"094        | 2º Q            | 2'13"229        | 2º QA           | 2'09"267          |                   |                 |                 |
| Semën Elistratov Konstantin Ivliev Pavel Sitnikov Denis Ayrapetyan | 5000 m staffetta | N.D.     | N.D.      | N.D.            | N.D.            | 6'37"925        | 2ª QA           | 6'43"440          | 4ª                |                 |                 |

Donne
| Ekaterina Efremenkova                                                   | 500 m            | 43"140   | 4ª   | Non qualificata | Non qualificata | Non qualificata | Non qualificata | Non qualificata | Non qualificata |                 |                 |
| Sof'ja Prosvirnova                                                      | 500 m            | 43"331   | 2ª Q | DSQ             | DSQ             | Non qualificata | Non qualificata | Non qualificata | Non qualificata |                 |                 |
| Elena Seregina                                                          | 500 m            | 43"605   | 2ª Q | 43"712          | 2ª Q            | 42"685          | 3ª QB           | 42"972          | 6ª              |                 |                 |
| Ekaterina Efremenkova                                                   | 1000 m           | 1'29"734 | 2ª Q | 1'29"434        | 3ª              | Non qualificata | Non qualificata | Non qualificata | Non qualificata | Non qualificata | Non qualificata |
| Sof'ja Prosvirnova                                                      | 1000 m           | DSQ      | DSQ  | Non qualificata | Non qualificata | Non qualificata | Non qualificata | Non qualificata | Non qualificata |                 |                 |
| Anna Vostrikova                                                         | 1000 m           | 1'28"290 | 3ª q | 1'30"021        | 4ª              | Non qualificata | Non qualificata | Non qualificata | Non qualificata |                 |                 |
| Sof'ja Prosvirnova Ekaterina Efremenkova Elena Seregina Anna Vostrikova | 3000 m staffetta | N.D.     | N.D. | N.D.            | N.D.            | 4'06"064        | 3ª QB           | DSQ             | DSQ             |                 |                 |

Misto
| Ekaterina Efremenkova Semën Elistratov Konstantin Ivliev Sof'ja Prosvirnova Elena Seregina | 2000 m staffetta | 2'38"445 | 2ª Q | DSQ | DSQ | Non qualificati | Non qualificati | Non qualificati | Non qualificati |

## Skeleton
Uomini
| Atleta               | Evento  | 1ª manche | 1ª manche | 2ª manche | 2ª manche | 3ª manche | 3ª manche | 4ª manche       | 4ª manche       | Totale  | Totale |
| Atleta               | Evento  | Tempo     | Pos.      | Tempo     | Pos.      | Tempo     | Pos.      | Tempo           | Pos.            | Tempo   | Pos.   |
| -------------------- | ------- | --------- | --------- | --------- | --------- | --------- | --------- | --------------- | --------------- | ------- | ------ |
| Daniil Romanov       | Singolo | 1'02"47   | 24º       | 1'02"60   | 23º       | 1'02"20   | 23º       | Non qualificato | Non qualificato | 3'07"27 | 23º    |
| Evgenij Rukosuev     | Singolo | 1'00"48   | 4º        | 1'00"72   | 6º        | 1'00"56   | 7º        | 1'00"64         | 8º              | 4'02"40 | 6º     |
| Aleksandr Tret'jakov | Singolo | 1'00"36   | 2º        | 1'00"84   | 8º        | 1'00"37   | 3º        | 1'00"42         | 4º              | 4'01"99 | 4º     |

Donne
| Atleta              | Evento  | 1ª manche | 1ª manche | 2ª manche | 2ª manche | 3ª manche | 3ª manche | 4ª manche | 4ª manche | Totale  | Totale |
| Atleta              | Evento  | Tempo     | Pos.      | Tempo     | Pos.      | Tempo     | Pos.      | Tempo     | Pos.      | Tempo   | Pos.   |
| ------------------- | ------- | --------- | --------- | --------- | --------- | --------- | --------- | --------- | --------- | ------- | ------ |
| Julija Kanakina     | Singolo | 1'02"56   | 11ª       | 1'02"95   | 13ª       | 1'02"24   | 9ª        | 1'02"34   | 10ª       | 4'10"09 | 11ª    |
| Elena Nikitina      | Singolo | 1'02"92   | 18ª       | 1'03"07   | 17ª       | 1'02"51   | 15ª       | 1'02"37   | 12ª       | 4'10"87 | 16ª    |
| Alina Tararyčenkova | Singolo | 1'02"74   | 16ª       | 1'02"86   | 11ª       | 1'02"43   | 13ª       | 1'02"79   | 17ª       | 4'10"82 | 15ª    |

## Slittino
| Atleta                                                                | Evento            | 1ª manche | 1ª manche | 2ª manche | 2ª manche | 3ª manche | 3ª manche | 4ª manche       | 4ª manche       | Totale   | Totale    |
| Atleta                                                                | Evento            | Tempo     | Posizione | Tempo     | Posizione | Tempo     | Posizione | Tempo           | Posizione       | Tempo    | Posizione |
| --------------------------------------------------------------------- | ----------------- | --------- | --------- | --------- | --------- | --------- | --------- | --------------- | --------------- | -------- | --------- |
| Aleksandr Gorbacevič                                                  | Singolo maschile  | 58"139    | 16º       | 58"339    | 13º       | 58"080    | 14º       | 58"043          | 15º             | 3'52"601 | 14º       |
| Semën Pavličenko                                                      | Singolo maschile  | 57"786    | 11º       | 58"115    | 10º       | 57"955    | 13º       | 57"793          | 11º             | 3'51"649 | 10º       |
| Roman Repilov                                                         | Singolo maschile  | 57"594    | 8º        | 58"679    | 16º       | 57"714    | 9º        | 57"647          | 8º              | 3'51"634 | 9º        |
| Viktorija Demčenko                                                    | Singolo femminile | 58"869    | 7ª        | 1'03"466  | 33ª       | 58"838    | 9ª        | Non qualificata | Non qualificata | 3'01"173 | 28ª       |
| Tat'jana Ivanova                                                      | Singolo femminile | 58"733    | 5ª        | 58"683    | 4ª        | 58"461    | 3ª        | 58"630          | 5ª              | 3'54"507 |           |
| Ekaterina Katnikova                                                   | Singolo femminile | DNF       | DNF       | DNF       | DNF       | DNF       | DNF       | DNF             | DNF             | DNF      | DNF       |
| Andrej Bogdanov Jurij Prochorov                                       | Doppio            | 59"376    | 11ª       | 59"132    | 11ª       | N.D.      | N.D.      | N.D.            | N.D.            | 1'58"508 | 10ª       |
| Aleksandr Denis'ev Vladislav Antonov                                  | Doppio            | 59"040    | 9ª        | 58"953    | 6ª        | N.D.      | N.D.      | N.D.            | N.D.            | 1'57"993 | 8ª        |
| Tat'jana Ivanova Roman Repilov Aleksandr Denis'ev / Vladislav Antonov | Gara a squadre    | 1'00"147  | 3ª        | 1'01"757  | 4ª        | 1'02"763  | 6ª        | N.D.            | N.D.            | 3'04"667 | 4ª        |

## Snowboard
Freestyle
| Atleta           | Evento              | Qualificazione | Qualificazione | Qualificazione | Qualificazione | Qualificazione | Finale          | Finale          | Finale          | Finale          | Finale          |
| Atleta           | Evento              | Run 1          | Run 2          | Run 3          | Migliore       | Posizione      | Run 1           | Run 2           | Run 3           | Migliore        | Posizione       |
| ---------------- | ------------------- | -------------- | -------------- | -------------- | -------------- | -------------- | --------------- | --------------- | --------------- | --------------- | --------------- |
| Vlad Khadarin    | Big air maschile    | 67,00          | 37,25          | 30.00          | 104,25         | 19º            | Non qualificato | Non qualificato | Non qualificato | Non qualificato | Non qualificato |
| Ekaterina Kosova | Big air femminile   | 17,00          | 46,00          | 10,50          | 63,00          | 26ª            | Non qualificata | Non qualificata | Non qualificata | Non qualificata | Non qualificata |
| Vlad Khadarin    | Slopestyle maschile | 64,73          | 21,15          | N.D.           | 64,73          | 15º            | Non qualificato | Non qualificato | Non qualificato | Non qualificato | Non qualificato |

Parallelo
| Atleta              | Evento                             | Qualificazione | Qualificazione | Ottavi               | Quarti               | Semifinale           | Finale               | Finale    |
| Atleta              | Evento                             | Tempo          | Posizione      | Avversario Risultato | Avversario Risultato | Avversario Risultato | Avversario Risultato | Posizione |
| ------------------- | ---------------------------------- | -------------- | -------------- | -------------------- | -------------------- | -------------------- | -------------------- | --------- |
| Dmitriy Karlagachev | Slalom gigante parallelo maschile  | DNS            | DNS            | DNS                  | DNS                  | DNS                  | DNS                  | DNS       |
| Dmitrij Loginov     | Slalom gigante parallelo maschile  | 1'21"69        | 8º Q           | Wild P DNF           | Non qualificato      | Non qualificato      | Non qualificato      | 10º       |
| Andrej Sobolev      | Slalom gigante parallelo maschile  | 1'22"87        | 19º            | Non qualificato      | Non qualificato      | Non qualificato      | Non qualificato      | 19º       |
| Vic Wild            | Slalom gigante parallelo maschile  | 1'20"54        | 1º Q           | Loginov V            | Lee V                | Mastnak P +0"48      | Fischnaller V        |           |
| Milena Bykova       | Slalom gigante parallelo femminile | DNQ            | DNQ            | Non qualificata      | Non qualificata      | Non qualificata      | Non qualificata      | 30ª       |
| Sofija Nadyršina    | Slalom gigante parallelo femminile | 1'27"22        | 4ª Q           | Dekker P +0"03       | Non qualificata      | Non qualificata      | Non qualificata      | 10ª       |
| Polina Smolentseva  | Slalom gigante parallelo femminile | 1'28"16        | 9ª Q           | Król P +0"16         | Non qualificata      | Non qualificata      | Non qualificata      | 11ª       |
| Natalia Soboleva    | Slalom gigante parallelo femminile | 1'29"94        | 20ª            | Non qualificata      | Non qualificata      | Non qualificata      | Non qualificata      | 20ª       |

Cross
| Atleta                         | Evento                    | Posizionamento | Posizionamento | Ottavi    | Quarti          | Semifinale      | Finale / Finale B | Finale / Finale B |
| Atleta                         | Evento                    | Tempo          | Posizione      | Posizione | Posizione       | Posizione       | Posizione         | Totale            |
| ------------------------------ | ------------------------- | -------------- | -------------- | --------- | --------------- | --------------- | ----------------- | ----------------- |
| Daniil Donskikh                | Snowboard cross maschile  | 1'19"36        | 25º            | 3º        | Non qualificato | Non qualificato | Non qualificato   | 24º               |
| Ekaterina Lokteva-Zagorskaia   | Snowboard cross femminile | 1'26"22        | 27ª            | 4ª        | Non qualificata | Non qualificata | Non qualificata   | 29ª               |
| Aleksandra Parshina            | Snowboard cross femminile | 1'24"76        | 19ª            | 2ª Q      | 4ª              | Non qualificata | Non qualificata   | 14ª               |
| Kristina Paul'                 | Snowboard cross femminile | 1'24"76        | 10ª            | 3ª        | Non qualificata | Non qualificata | Non qualificata   | 17ª               |
| Marija Vasil'cova              | Snowboard cross femminile | 1'25"90        | 25ª            | 3ª        | Non qualificata | Non qualificata | Non qualificata   | 23ª               |
| Daniil Donskikh Kristina Paul' | Snowboard cross a squadre | N.D.           | N.D.           | N.D.      | 1ª Q            | 4ª QB           | 4ª                | 8ª                |